# 산파올로 푸오리 레 무라 대성전

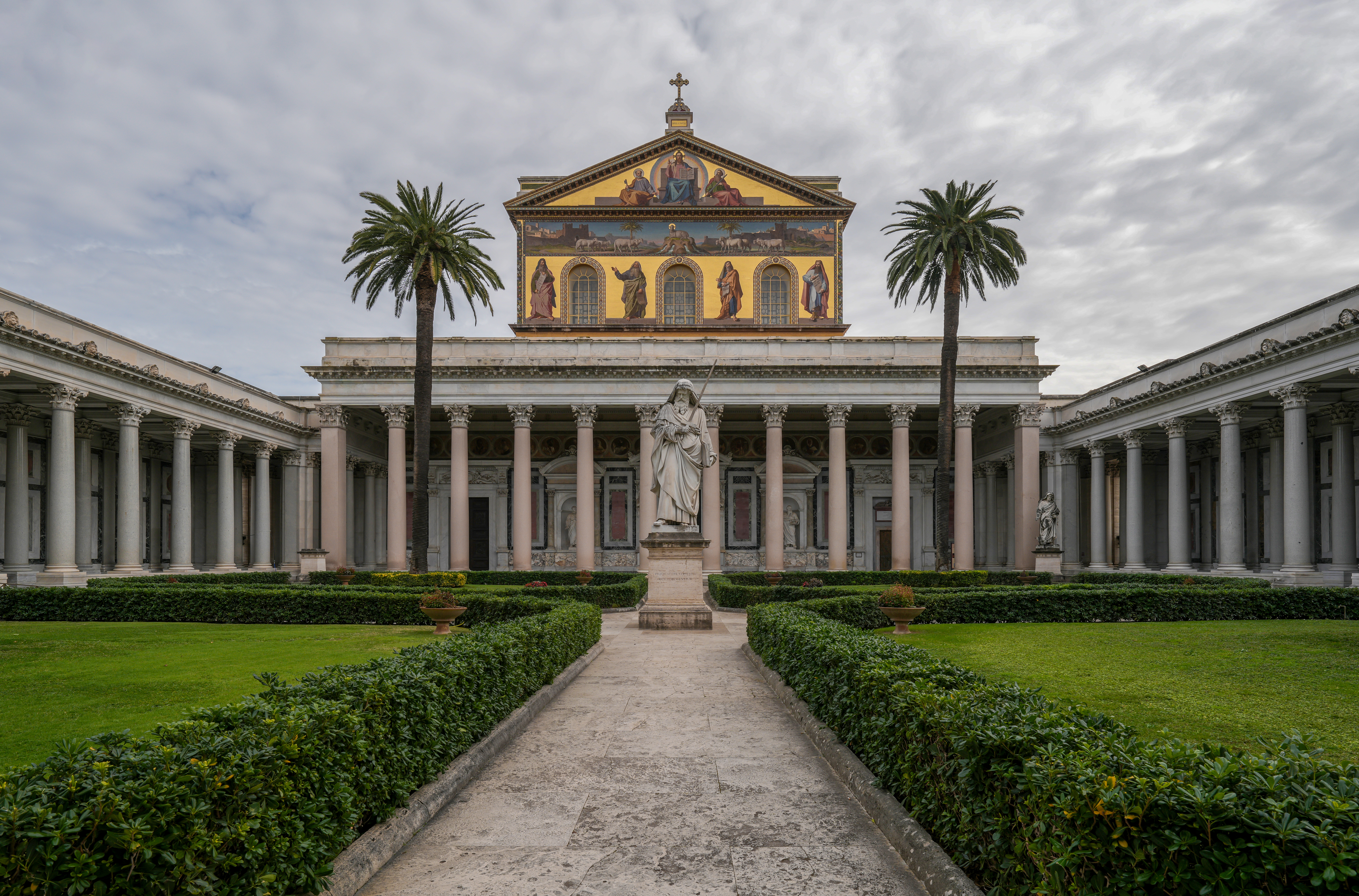
산 파올로 푸오리 레 무라 대성전

산 파올로 푸오리 레 무라 대성전(이탈리아어: Basilica di San Paolo fuori le mura) 또는 성 밖 성 바오로 대성전은 로마의 4대 성전 가운데 하나이다. 나머지 대성전으로는 산 조반니 인 라테라노 대성전(이탈리아어: Basilica di San Giovanni in Laterano), 산타 마리아 마조레 대성전(이탈리아어: Basilica di Santa Maria Maggiore), 성 베드로 대성전(이탈리아어: Basilica di San Pietro in Vaticano)이 있다.

## 역사
대성전은 로마 황제 콘스탄티누스 1세가 주도하여, 성 바오로가 순교하고 묻혔다고 전해지는 장소 위에 세워졌다. 성 바오로의 신봉자들은 성 바오로의 무덤 위에 ‘cella memoriae’라 불리는 기념관을 건립하였다. 최초의 건물은 발렌티니아누스 1세의 치세 때 확장되었다.
386년 황제 테오도시우스 1세 치세에 중랑(中廊)과 더불어 네 개의 측랑(側廊)과 익랑(翼廊)이 추가되면서 대성전을 좀 더 크고 아름다운 대성전이 지어졌다. 모자이크 작업 등은 성 대 레오 1세 교황의 재위 때까지 끝마치지 못했다. 5세기까지 산 파올로 푸오리 레 무라 대성전은 옛 성 베드로 대성전보다 규모가 더 컸다. 기독교 시인 프루덴티우스는 황제 호노리우스의 치세에 보았던 몇몇 기념물들의 화려함과 표현이 풍부한 선들에 대해 설명하였다. 산 파올로 푸오리 레 무라 대성전은 5세기 오스티아의 순교자들이었던 성 타우리노와 성 헤르쿨라노에게도 봉헌되었으며, ‘세 분 주님 대성전’이라는 뜻의 ‘트리움 도미노룸 대성전(basilica trium Dominorum)’이라고 불렸다.
성 대 그레고리오 1세 교황(590-604) 치세에 대성전은 다시 광범위하게 수정되었다. 성 바오로의 무덤 위를 일직선으로 덮은 제대를 한층 높여 치장하였다. 무덤 위에 세워진 제대로 말미암아 성 바오로의 무덤에 접근하는 것이 허용되었다. 그 기간에 대성전 근처에 성 아리스토 수도원과 성 스테파노 수녀원 등 수도원 두 곳이 생겼다. 교황 성 심플리치오는 로마의 명의본당에 사제들을 임명하여 대성전들에서 일주일간씩 교대로 근무하도록 하였다. 그러는 동안에 산 파올로 푸오리 레 무라 대성전의 사제와 수도원들이 이를 거부하였다. 교황 성 그레고리오 2세는 이러한 대성전 측의 주장을 받아들여 예전에 대성전을 관리하던 수사들을 복직시켰다.
아우렐리아누스 성벽 밖에 있는 대성전은 9세기 사라센의 침략으로 손상되었다. 이에 교황 요한 8세는 대성전과 수도원, 소작농들의 거주지에 요새를 쌓아 요아니스폴리스(이탈리아어로는 조반니폴리)라는 이름의 마을을 구성하였다. 이 요새는 1384년 지진으로 완전히 무너지기 전까지 존재하였다.
937년, 클뤼니의 성 오도가 로마에 오자 로마의 귀족인 스폴레토의 아벨릭 2세는 그의 신도들에게 수도원과 대성전을 맡겼으며 성 오도는 몬테카시노의 발두이노를 대신하였다. 교황 성 그레고리오 7세의 치세에 수도원의 수도원장과 아말피의 판탈리오네가 대성전에 콘스탄티노폴리스 출신 예술가들이 제작한 청동 문들을 바쳤다. 대성전은 교황 마르티노 5세에 의해 몬테카시노 연합체의 수도자들이 맡았다가 대수도원의 자치 수도원장이 맡았다. 그 후 수도원장의 사목권은 치비텔라산파올로, 레프리냐노, 나차노 교구의 모든 성당까지 확대되었다. 하지만, 로마의 산파올로 교구는 교황대리 추기경의 사목권 아래 있었다.

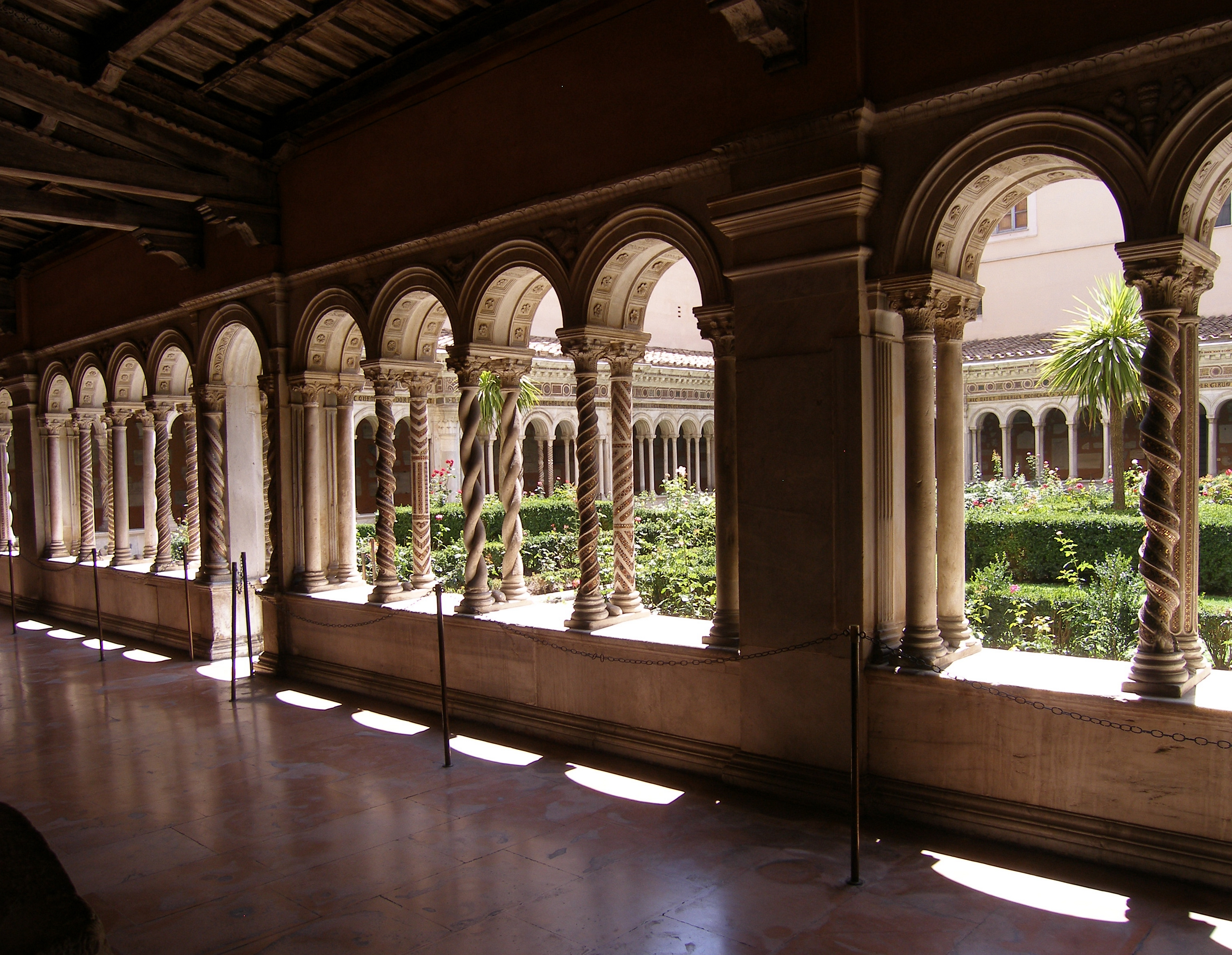
산 파올로 푸오리 레 무라 수도원의 회랑.

수도원의 아치 있는 회랑은 1220년에서 1241년 사이에 세워졌다.
1215년부터 1964년까지 대성전은 알렉산드리아의 라틴 총대주교좌 성당이었다.

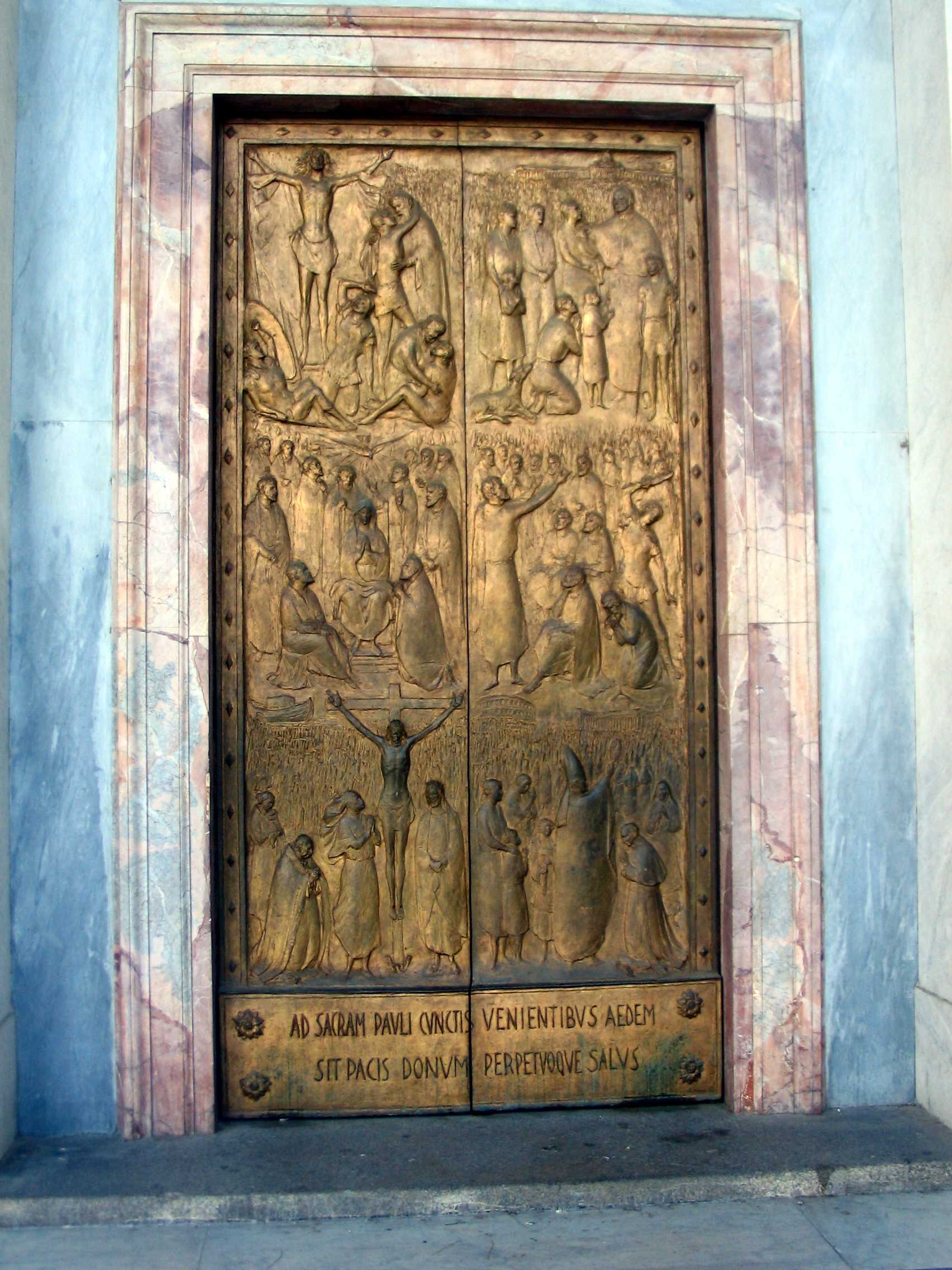
성년의 문.

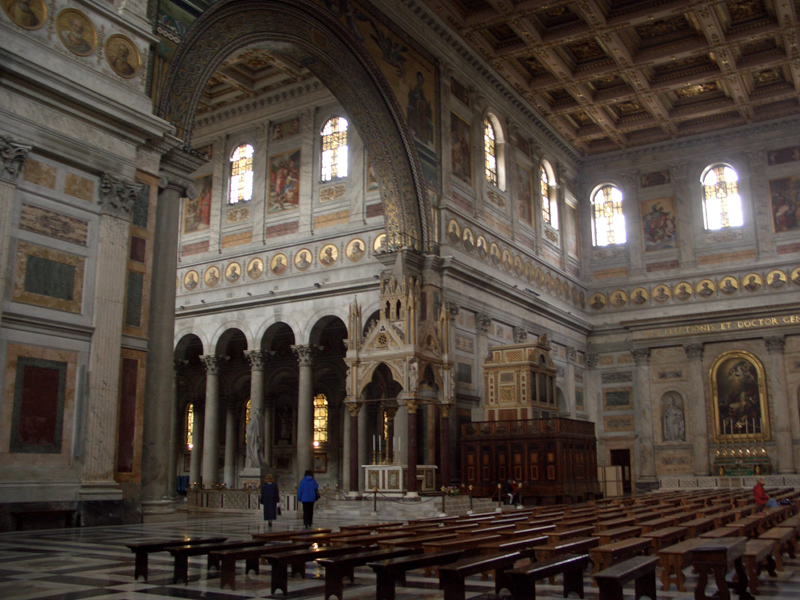
대성전 내부.

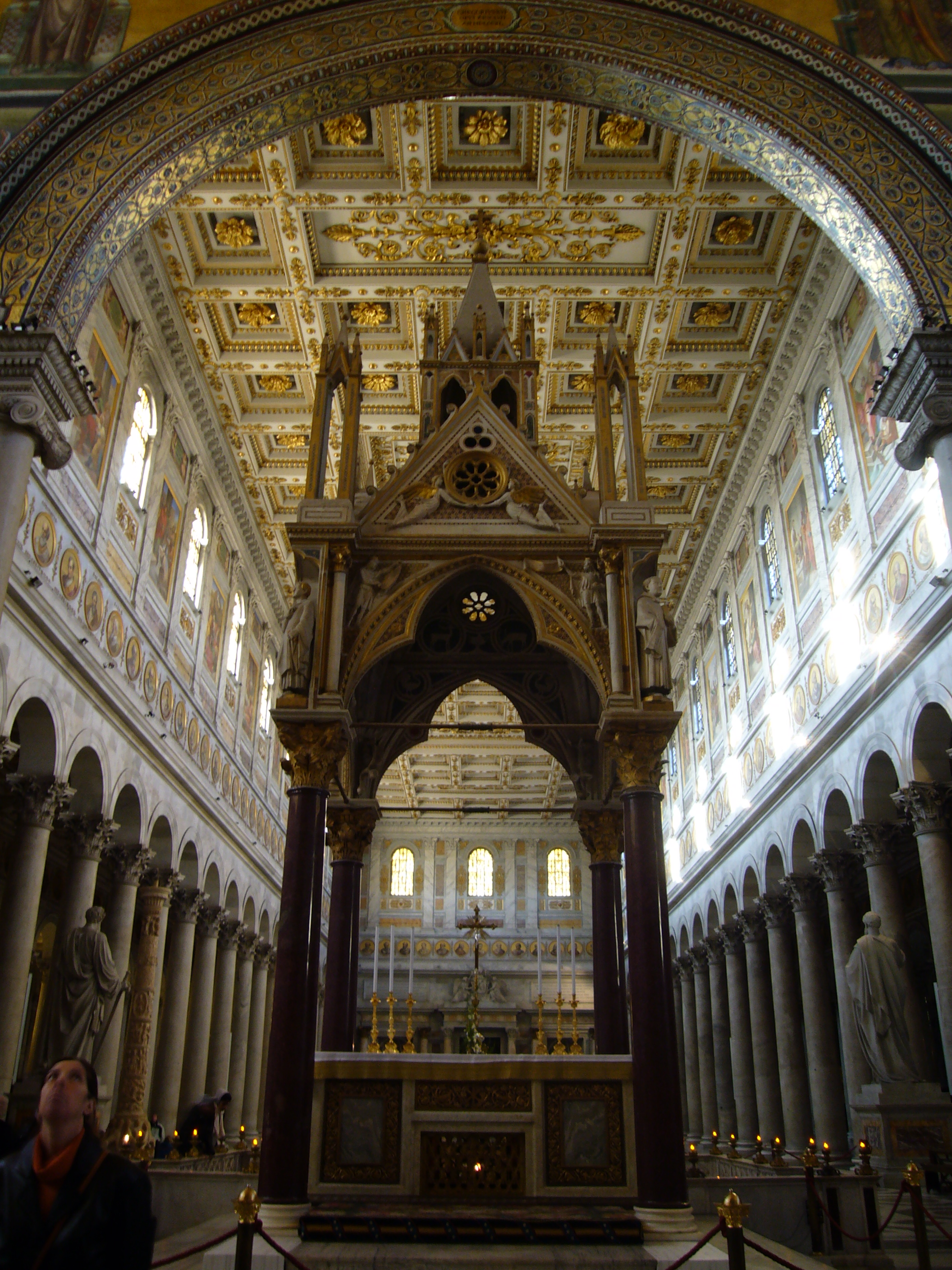
아르놀포 디 캄비오가 만든 감실.

1823년 7월 15일, 지붕용 납판자를 수리하던 일꾼의 과실로 화재가 일어났다. 결국, 대성전의 대부분이 소실되었다. 이전까지 산 파올로 푸오리 레 무라 대성전은 로마에 있는 모든 성당 가운데 유일하게 르네상스 이전의 화가의 작품을 무려 1435년 동안 유지하고 있었다. 곧 전 세계가 대성전을 복구하는 일에 동참하였다. 이집트의 총독은 설화 석고로 만든 기둥들을 보냈으며, 러시아의 황제는 희귀한 공작석과 청금석을 감실의 재료로 보냈다. 테베레강 편에서는 주요 외관 작업이 진행되었으며, 이탈리아 정부에 의해 복원이 완료되었다.
대성전은 1840년에 재개장되었다. 그러나 그로부터 15년이 지나고 교황 비오 11세와 쉰 명의 추기경들이 대성전에 입당하고서야 제 기능을 하였다. 1891년 4월 23일, 포르타 포르테세에서 폭발이 일어나 스테인드글라스들이 파괴되었다. 20세기 초에는 칼데리니의 디자인으로 정면에 보강공사가 진행되었으며 조각가 오비치의 성 바오로 석상이 세워졌다.
2005년 5월 31일, 교황 베네딕토 16세는 수석사제가 대성전을 담당하도록 하라는 지시를 내렸다. 같은 날 이탈리아의 안드레아 코르데로 란자 디 몬테제몰로 수석사제가 대성전의 첫 수석사제로 임명되었다.

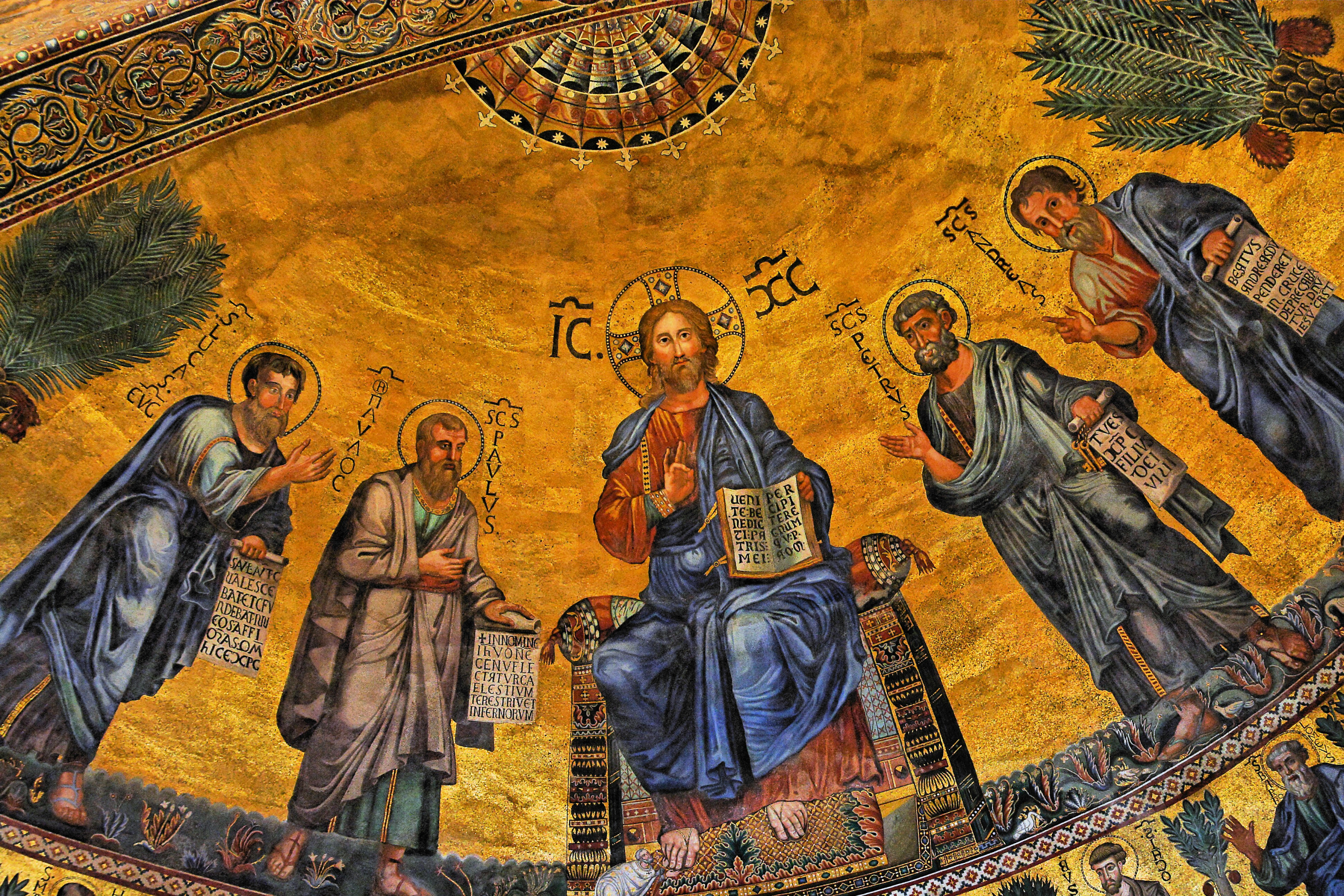
후진 모자이크(1220). 후진 모자이크는 베네치아 예술가들이 만들었다. 그리스도의 측면에는 성 베드로와 성 바오로, 성 안드레아, 성 루카가 있다.

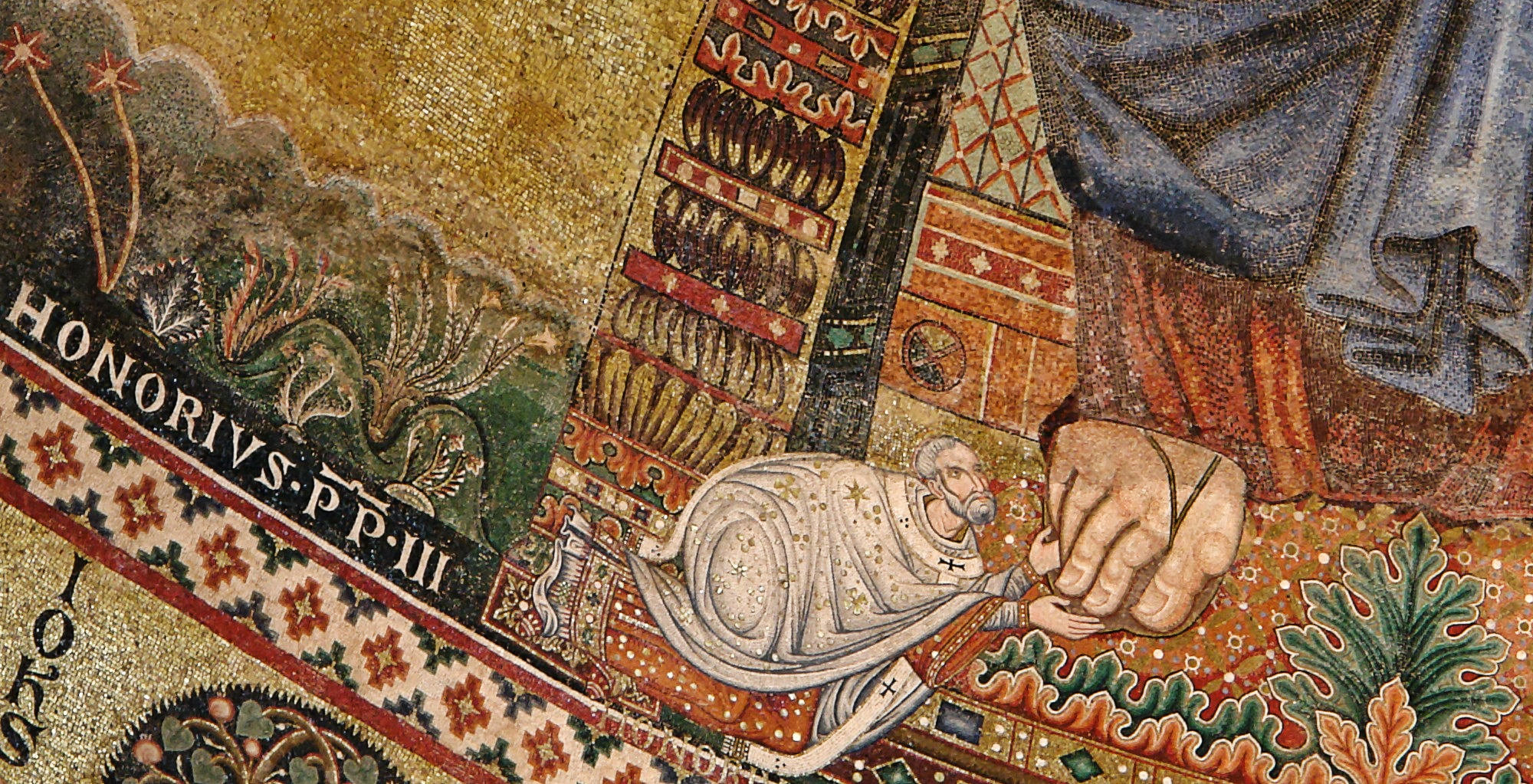
후진 모자이크의 세부 묘사: 모자이크 제작을 지시한 교황 호노리오 3세의 초상화.

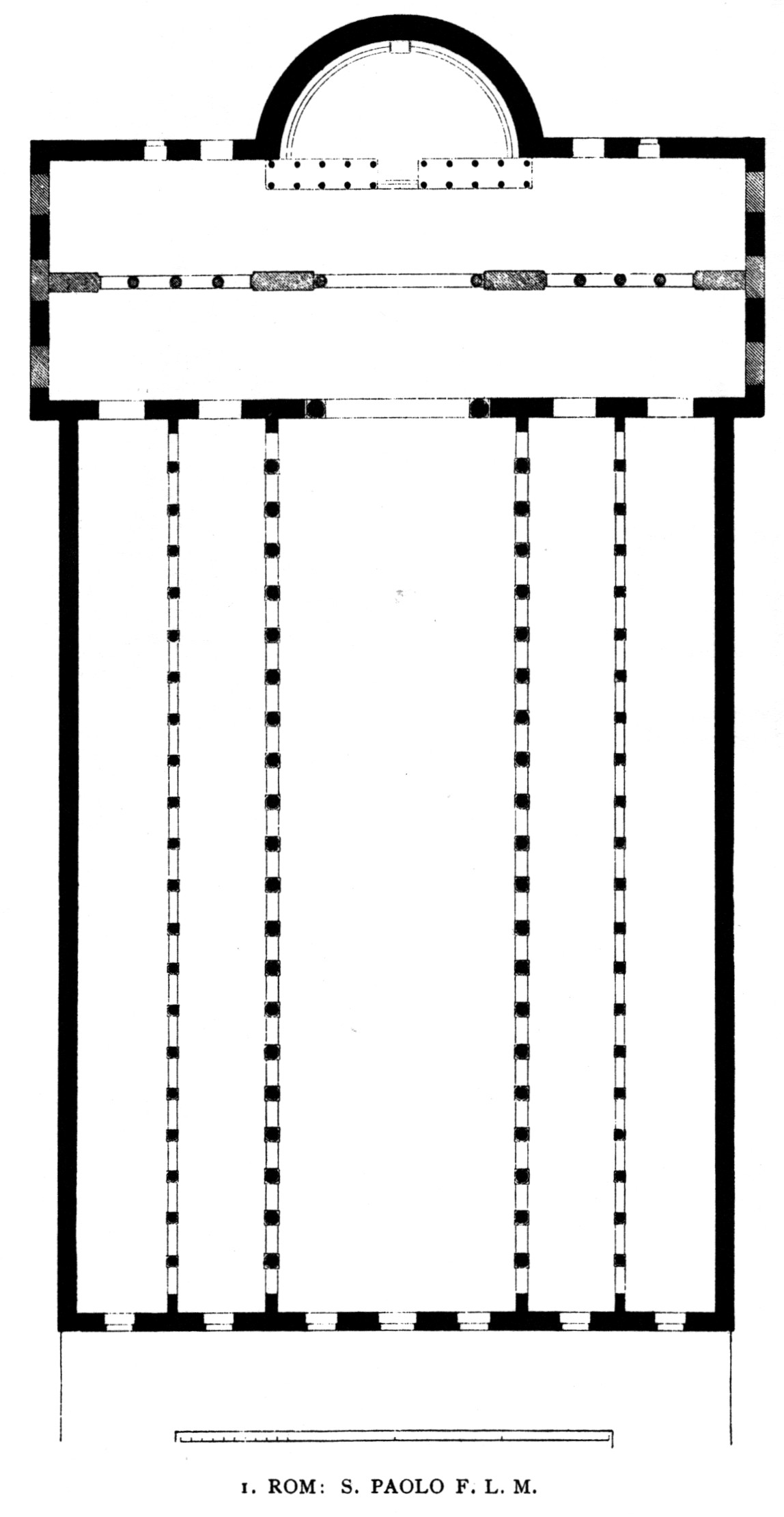
대성전의 도면.

## 건축 양식과 내부
외관 앞쪽에 포장한 주랑 현관은 19세기에 재건할 때 추가된 신고전주의 양식을 띠고 있다.
20세기에 만든 입구에는 구약과 신약에 나오는 장면들을 1070년 콘스탄티노폴리스에서 키오스의 스타우라키우스가 제작한 원래 입구에 장식되었던 박(箔)의 잔여물이 포함되어 있다. 오른쪽에 있는 문은 ‘성년의 문’으로 불리며, 성년 기간에만 열린다.
새 대성전은 중랑(中廊) 하나에 측랑(側廊) 네 개를 가졌던 원래의 건물 형태를 유지하고 있다. 대성전은 길이 131.66m에 넓이 65m, 높이 29.70m로 로마에서 두 번째로 규모가 큰 교회 건물이다.
대성전 안에는 천장에 치장용 벽토가 발라 있을 뿐만 아니라, 19세기에 만든 80개의 기둥이 있다. 옛날의 대성전에서 남은 것이라고는 개선문과 후진(後陣)의 내부 일부뿐이다. 후진에는 피에트로 카발리니가 그린 모자이크들로 장식되어 있었지만, 1823년에 대부분 소실되었다. 재건할 때 도입한 예전의 자취는 얼마 되지 않았다.
개선문에 있는 5세기 모자이크들은 원형 그대로이다. 하단부의 비문에는 성 대 레오 1세 시대에 만들어졌다는 것과 갈라 플라키디아가 대금을 지급했다는 내용을 담고 있다. 주제는 요한 묵시록에서 묘사한 그리스도의 흉상을 둘러싼 교회 원로 스물네 명과 그 위에 네 명의 복음사가들을 상징하는 짐승들이 하늘을 나는 모습이다. 아치의 오른쪽에는 성 베드로, 왼쪽에는 성 바오로가 새겨져 있으며, 특히 성 바오로상은 사도의 무덤이 있는 아래쪽을 가리키고 있다.
사도의 무덤 위에 세운 제대 안 감실은 13세기에 아르놀포 디 캄비오가 제작한 것이다.
옛 대성전에는 네 개의 측랑과 중랑들을 격리하는 기둥들 위까지 이르는 소벽(小壁)에 역대 교황의 초상화가 그려져 있었다. 지금의 대성전에 걸린 교황들의 초상화들은 19세기부터 그린 것들이다. 또한, 대성전 안의 벽들에는 성 바오로의 일생을 담은 장면들을 두 시리즈의 모자이크로 다시 장식하였다.
제의방에는 교황 보니파시오 9세의 크고 훌륭한 동상이 있다.
익랑(翼廊)의 남쪽에는 1205-1241년 바살레토가 지은 회랑이 있는데, 서로 다른 형태의 쌍둥이 기둥으로 형성되어 있으며, “중세 시대의 가장 아름다운 것 가운데 하나”라는 평가를 받았다. 어떤 기둥들에는 금과 유색 유리 모자이크를 박아 넣었다. 아키트레이브와 회랑의 내부 창틀에도 이와 같은 형태의 장식을 볼 수 있다. 또한, 파괴된 대성전의 파편들과 고대 석관에서도 마찬가지인데, 그 가운데 하나가 아폴로 신화의 장면들이다.

## 성 바오로의 무덤 발굴

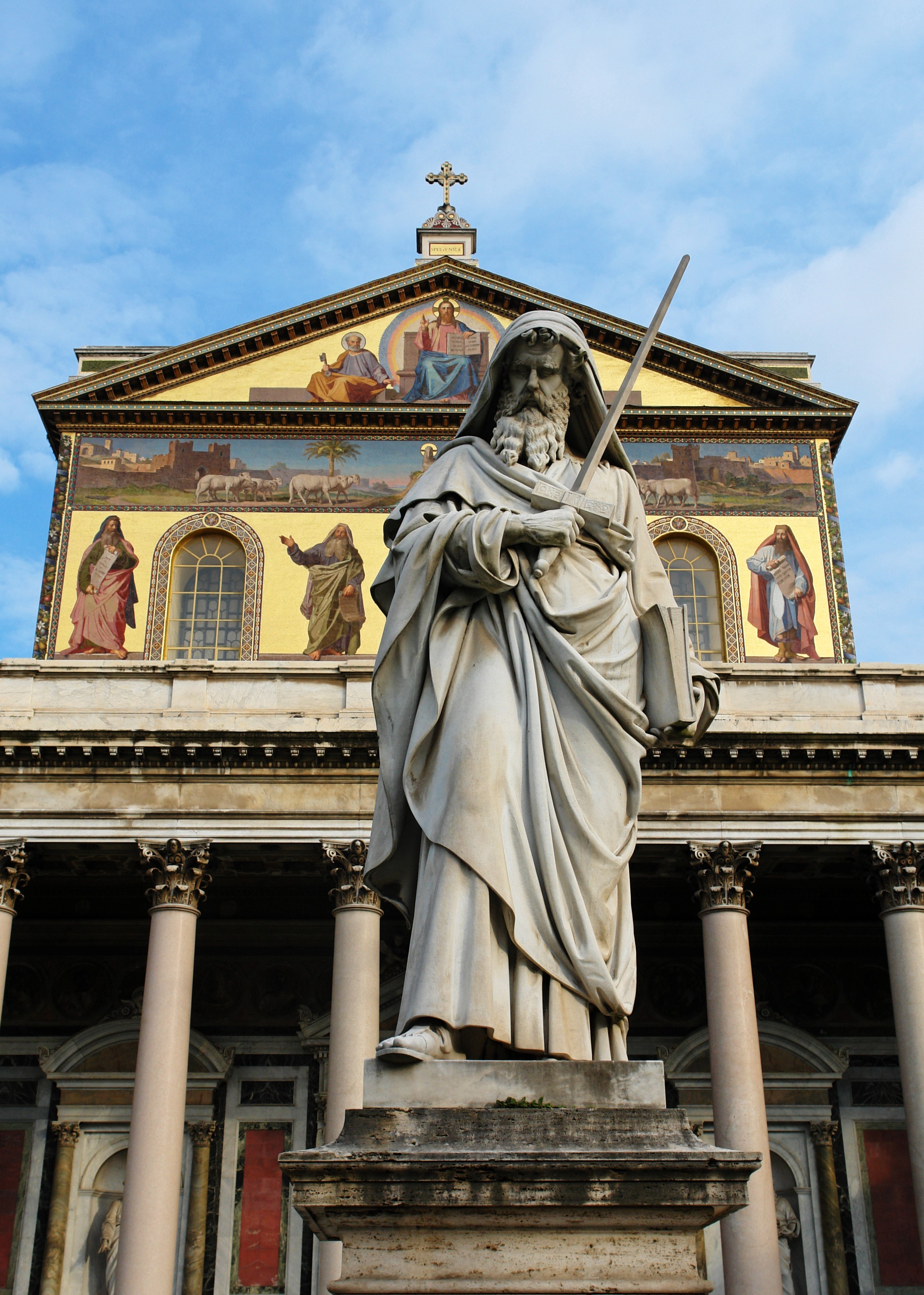
대성전 앞에 있는 성 바오로 석상

대성전 부속의 베네딕토회 수도원에 있는 재건축 관련 기록을 보면, 공사 도중에 큰 대리석 석관 하나를 발견했다고 한다. 적어도 서기 390년 전으로 거슬러 올라가는 그 석관 위에는 두 개의 석판이 올려져 있었는데, “Paulo Apostolo Mart(yri)” (사도이자 순교자인 바오로) 라는 비문이 새겨져 있었다. 하지만, 그 당시에 발견한 다른 석관들과는 달리 이 석관은 발굴 기록에 적히지 않았다.
2006년 12월 6일, 바티칸의 고고학자들은 제대 아래에서 사도 바오로의 유해가 담긴 것으로 보이는 석관을 발견했다고 발표하였다. 고고학자들은 2006년 12월 11일에 기자 회견을 열어 2002년부터 2006년 9월 22일까지 진행된 발굴 작업에 대하여 좀 더 구체적으로 설명하면서, 2000년 성년 동안에는 사도의 무덤에 접근해서도 만져서도 안 된다는 대성전 측의 입장에 실망감을 표하였다. 사람의 유골이 포함되어 있는지를 확인하고자 석관을 열어 내부를 조사할 것인가에 대한 결정은 여전히 답보 상태이다. 현재 무덤 위에는 작은 유리창을 설치, 일반인들이 석관을 내려다볼 수 있도록 해 놓았으며 석관은 한쪽 끝 부분만 공개하고 나머지는 묻혀 있는 상태다.
석관의 서쪽 부분에는 콘스탄티누스 시대 대성전의 후진 외형을 보여주는 벽돌들의 곡선이 발견되어, 바티칸의 성 베드로 대성전과 같이 최초의 산 파올로 푸오리 레 무라 대성전도 입구를 동쪽에 두었음을 확인할 수 있었다. 복원된 대성전은 동쪽에 오스티아 가도가 있으며, 따라서 강을 따라 서쪽으로 뻗어나가 있어 외형이 정반대 방향으로 바뀌어 있는 상태다.

## 같이 보기
- 바실리카
- 산 피에트로 성당 (관광지)
- 산타 마리아 마조레 성당 (관광지)
- 대성전
- 산 조반니 인 라테라노 대성전 (교황이 있는 곳)